# Acidente ferroviário de Semnã em 2016
O acidente ferroviário de Semnan em 2016 foi uma colisão de trens na linha principal entre as cidade de Semnã e Dangã, província de Semnã, no Irã, aconteceu em 25 de novembro de 2016, quando dois comboios colidiram, o que causou a morte de pelo menos 45 pessoas; 103 passageiros ficaram feridos.
Houve relatos de dificuldades com a operação de resgate devido à localização remota do incidente a 4 km da estação mais próxima, Haft-Khan, além do fato de que apenas um helicóptero poderia chegar à cena da colisão imediatamente.  Este foi o mais mortal desastre ferroviário no Irã desde o desastre do trem Nishapur em 2004, que matou cerca de 300 pessoas.